# Никольская, Эля Владимировна
Эля Владимировна Никольская (1929—2011) — советский и российский учёный, доктор экономических наук, профессор.

## Биография
Родилась в Калуге 7 октября 1929 года.
В 1941 году с семьёй была эвакуирована в Казань. Там в 1948 году окончила среднюю школу и поступила в Казанский финансово-экономический институт (ныне Казанский государственный финансово-экономический институт), который окончила в 1952 году с отличием и рекомендацией в аспирантуру Московского финансового института (МФИ, ныне Финансовый университет при Правительстве Российской Федерации). В 1952 году была принята в аспирантуру МФИ по кафедре бухгалтерского учёта и анализа хозяйственной деятельности. В этом вузе защитила кандидатскую (1955) и докторскую (1981) диссертации; руководителем был профессор И. А. Шоломович.
С 1956 года Эля Владимировна работала в Московском государственном университете печати (бывшем Полиграфическом институте). С 1982 года — профессор, заведующая кафедрой «Бухгалтерский учёт и анализ хозяйственной деятельности». В 2016 году в результате слияния Московского государственного университета печати (МГУП) и Университета машиностроения (МАМИ) был образован Московский политехнический университет (МПУ). Многие годы была бессменным председателем Совета по защите кандидатских и докторских диссертаций. Под её руководством защитили кандидатские диссертации около пятидесяти аспирантов и соискателей.
Работая в другом вузе, Никольская была тесно связана с Финансовой академией через Учебно-методическое объединение (УМО) и через выступления в качестве официального оппонента по диссертациям соискателей ученых степеней по специальности «Бухгалтерский учёт, статистика». Участвовала в работе ежегодных международных научно-методических конференций, проводимых в Финансовой академии. Э. В. Никольская руководила аспирантами кафедры. 38 из их числа получили ученую степень кандидата экономических наук.
Автор многих научных и методических работ, в числе которых учебник «Анализ хозяйственной деятельности полиграфических предприятий» (1984), за который Главным комитетом ВДНХ СССР она была награждена серебряной медалью.
Также была награждена медалями СССР, в числе которых «За доблестный труд», «Ветеран труда» «За трудовое отличие» и «В память 850-летия Москвы»; стала «Заслуженным работником высшей школы РФ».
Умерла 26 марта 2011 года в Москве.